# Business Coaching
Ein Business Coaching ist eine prozessorientierte Beratungsform, in der schwerpunktmäßig berufliche Themen behandelt werden. Ziel dieser Form des Coachings ist grundsätzlich, Menschen in ihrer beruflichen Entwicklung zu begleiten, sie dabei zu unterstützen, ihre Stärken und Fähigkeiten zu erkennen und jene zu nutzen, um nachhaltig erfolgreich zu sein und die berufliche Tätigkeit als erfüllend zu erleben. Neben dem Begriff Business Coaching wird auch von Karrierecoaching und Berufscoaching gesprochen, geläufig ist zudem auch im deutschen Sprachraum die Bezeichnung Coach for Professional Development.
Anders als ein Berater (Consultant) oder ein Trainer macht ein Business Coach seinem Kunden weder direkte Lösungsvorschläge noch vermittelt er Fachwissen oder bestimmte Fertigkeiten, sondern er begleitet ihn bei der Entwicklung eigener individueller und nachhaltiger Lösungen. Insbesondere die formalscharfe Trennung zwischen dem deutschen Begriff des Beraters und des englischen Begriffs des Coaches ist indessen umstritten und hat seine Ursache in den Bemühungen einiger Exponenten, mit „Coaching“ einen eigenständigen, abgegrenzten Wissenschafts- und Berufszweig zu etablieren. In der praktischen Realität dürften aber die Grenzen zwischen Beratung und Coaching fließend sein, denn auch beim Coach ist es bisweilen „beste Praxis“, dem Kunden verschiedene Lösungsvorschläge im Sinne von Varianten und neuen Perspektiven aufzuzeigen, aus denen der Kunde dann auswählen kann. Letzteres tut häufig auch der Berater. Widersprüchlich ist auch, dass viele sich selbst als „Coach“ bezeichnende Personen dennoch den Begriff des „Consulting“ in ihrem Firmennamen führen.

## Zielgruppen
Schwerpunktmäßig wird Business Coaching im mittleren und oberen Management eingesetzt. Grundsätzlich können jedoch Menschen in allen Phasen ihres Berufslebens und unabhängig vom Beschäftigungsstatus von einem Business Coaching profitieren. Berufseinsteiger, Angestellte und Freiberufler ebenso wie erfolgreiche Unternehmer und Top-Führungskräfte wie Vorstandsmitglieder und Geschäftsführer – Bei dieser Zielgruppe wird auch häufig der Begriff „Executive Coaching“ verwendet.
Unternehmen sind zahlenmäßig der wichtigste Auftraggeber von Business Coaches: Fast 85 % der in der Studie „Marketing im Coaching - Coaching-Studie 2013“ befragten Personalentwickler und Führungskräfte in Deutschland geben an, Coaches im Auftrag des Unternehmens zu suchen. In Unternehmen und Organisationen steht dabei häufig die Begleitung von Veränderungsprozessen oder die gezielte Förderung von Mitarbeitern im Vordergrund, mit dem Ziel, Mitarbeiter gemäß ihrer Stärken und Fähigkeiten zu fördern und personelle Ressourcen möglichst sinnvoll und effektiv einzusetzen.
Neben Unternehmen nutzen aber auch Privatkunden Business Coachings: zur Entwicklung einer optimalen Berufs- und Karrierestrategie, zur Begleitung im Umgang mit aktuellen beruflichen Herausforderungen oder auch in Phasen einer beruflichen Neu-/ bzw. Umorientierung.

## Typische Themen im Business Coaching
Zu den wichtigsten Themenbereichen im Business Coaching zählen:
- Berufliche Neuorientierung: Persönliche Standortbestimmung, Stärkenanalyse und Richtungsfindung
- Führungsaufgaben und -kompetenzen
- Umgang mit und Lösung von Konflikten
- Karriere und berufliche Weiterentwicklung
- Begleitung von Entscheidungen und Veränderungen

Hinzu kommen Spezialthemen wie z. B. die Leitung virtueller Teams oder eine gezielte Burnout-Prophylaxe.

## Verband
Auf internationaler Ebene haben sich Business Coaches in der 2002 gegründeten Worldwide Association of Business Coaches zusammengeschlossen, einem internationalen Verband, dessen Mitglieder derzeit vorwiegend aus Nordamerika und Großbritannien stammen.